# Paulina Chávez
Paulina F. Chávez, känd som Paulina Chávez, född 22 maj 2002 i El Paso i Texas, är en amerikansk skådespelerska. Hon är bland annat känd för rollen som Ashley Garcia i Netflix-serien The Expanding Universe of Ashley Garcia (2020), Flora i Netflix-serien Fate: The Winx Saga (2022) och Punguari/Shara i animerad äventyrs- och komedifilm Familjen Casagrande: Filmen (2024).